# جان آلن (بازیکن فوتبال، زاده ۱۹۵۵)
جان آلن (انگلیسی: John Allen؛ زادهٔ ۵ آوریل ۱۹۵۵) بازیکن فوتبال اهل بریتانیا است.
از باشگاه‌هایی که در آن بازی کرده است می‌توان به باشگاه فوتبال پورت ویل و باشگاه فوتبال لستر سیتی اشاره کرد.